# Інститут математичних машин (Варшава)

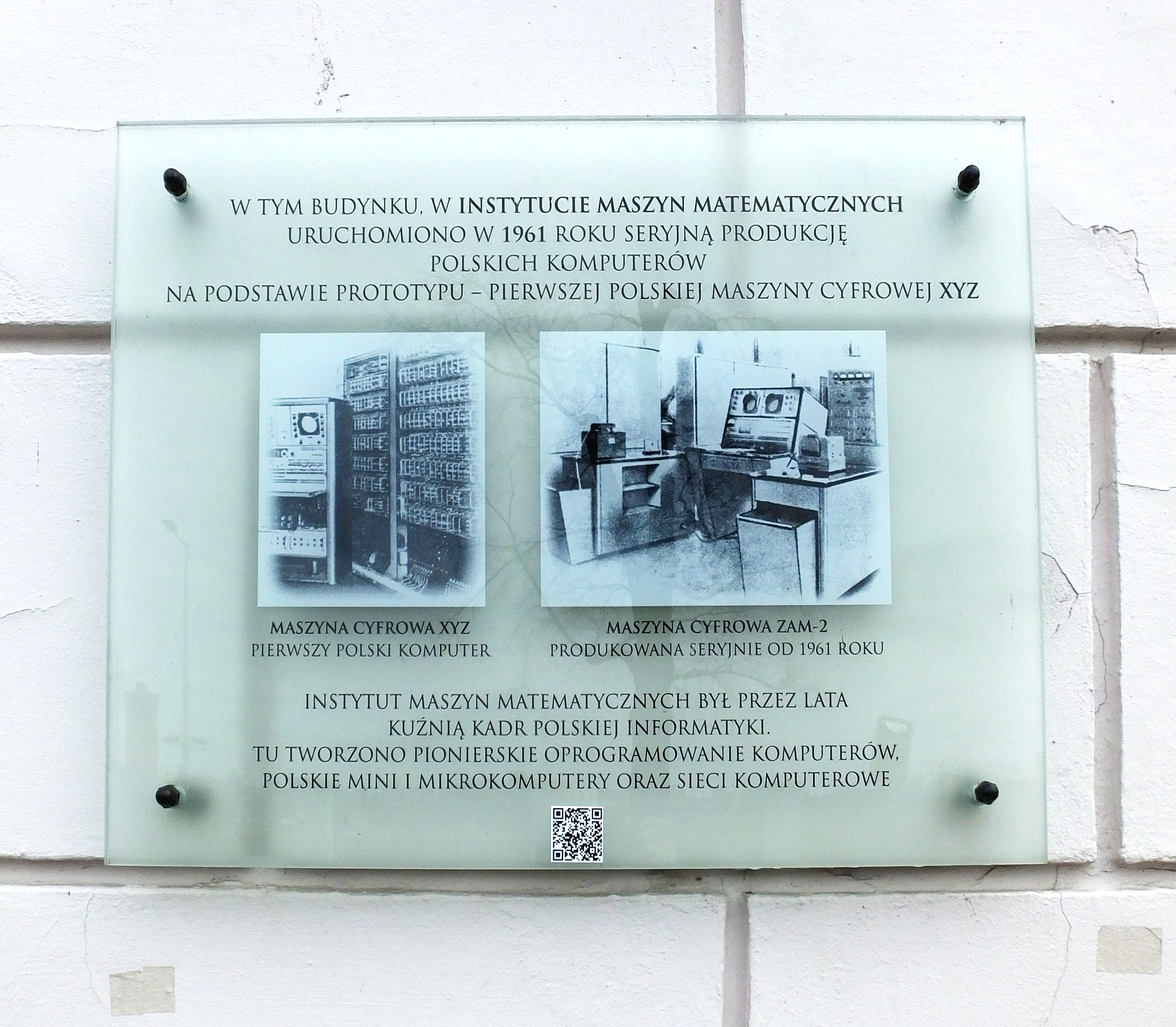
Меморіальна дошка на будівлі, де знаходився Інститут до 2018 р.

Інститут математичних машин (пол. Instytut Maszyn Matematycznych, IMM) — польський державний науково-дослідний інститут, що базується у м. Варшава, проводить наукові дослідження і розробки у галузі обчислювальної техніки. Підпорядковується Міністерству цифровізації Польщі.
1 лютого 2018 року набула чинності постанова Ради міністрів Польщі від 26 січня 2018 р. про включення Інституту математичних машин (ІММ) до Науково-академічної комп'ютерної мережі (пол. Naukowej i Akademickiej Sieci Komputerowej, NASK). Будинки, що належать IMM, були передані Центральному антикорупційному бюро (CBA) для його штаб-квартири.

## Історія
Інститут був створений у 1962 році постановою Ради міністрів на основі незалежного закладу Польської академії наук — відділу математичного апарату, сформованого у 1957 р.
Протягом тривалого часу Інститут математичних машин був головним і єдиним науково-дослідним закладом у країні, який займався побудовою і програмним забезпеченням комп'ютерів та проблемами їх використання в науці і промисловості.

## Структура
- Підприємство інформаційних систем з лабораторією семантичних технік
- Підприємство систем ідентифікації та лазерного обладнання
- Підприємство технологій електронного підпису і цех біометричної верифікації з лабораторією електронного підпису
- Підприємство моделювання і симуляції
- Навчальний центр

## Розробки
Інститут математичних машин проводить науково-дослідні та дослідно-конструкторські роботи в галузі інформатики. Зокрема, розробляються інноваційні ІТ-технології, які використовуються при моделюванні процесів, віддаленій освіті, ідентифікації людей (у тому числі за допомогою біометричних методів) та аутентифікації передачі документів.
Серед найбільш відомих розробок слід вказати:
- комп'ютери XYZ, ZAM, Mera 300, K-202, Mera 400, Mazovia
- система дистанційного навчання TeleEDU LMS 2.0, а також реалізація системи репозіторія TeleEDU LearningCMS за стандартами CORDRA, SCORM і IMS.
- система контроля доступу XChronos, біометричні термінали IMMVein, IMMPro, IMMSkan 300, безконтактні зчитувачі біометричної інформації IMMProx 300, IMMProx 400.

## Галерея

### XYZ

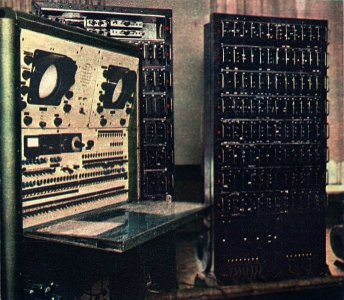
Обчислювальна електронна машина XYZ
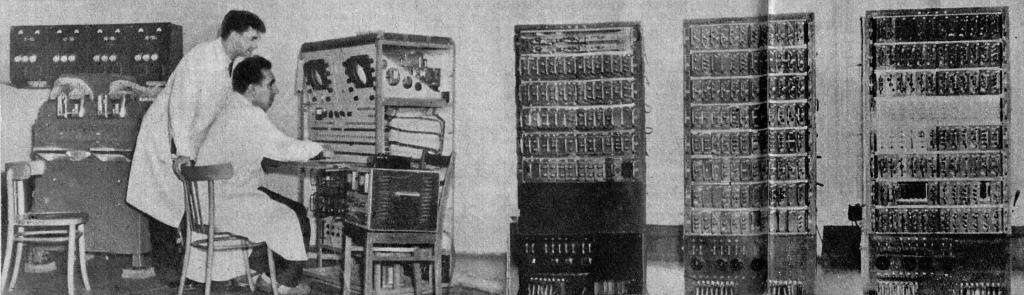
XYZ перед встановленням запам'ятовуючого пристрою
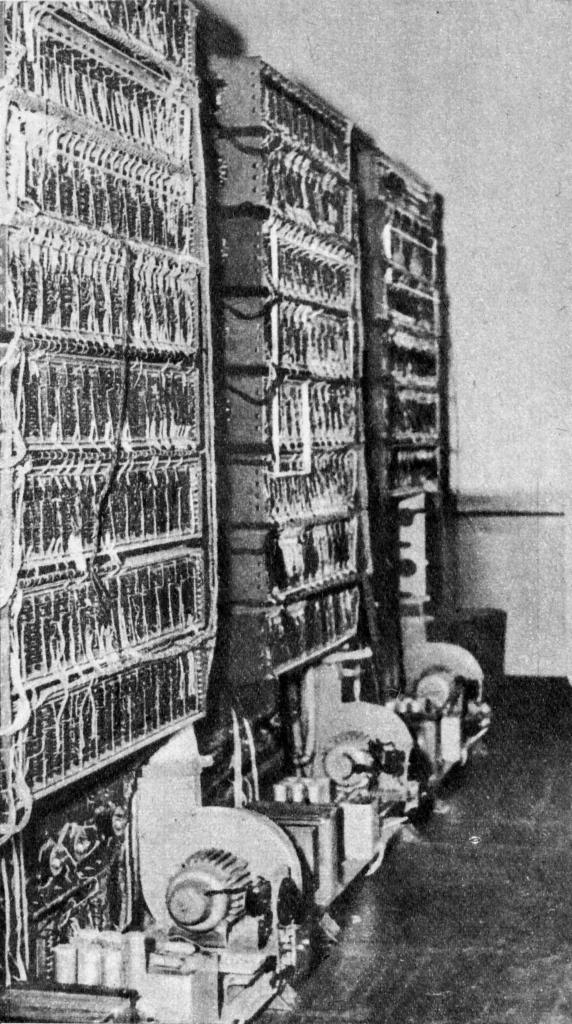
Арифмометр і блок управління XYZ
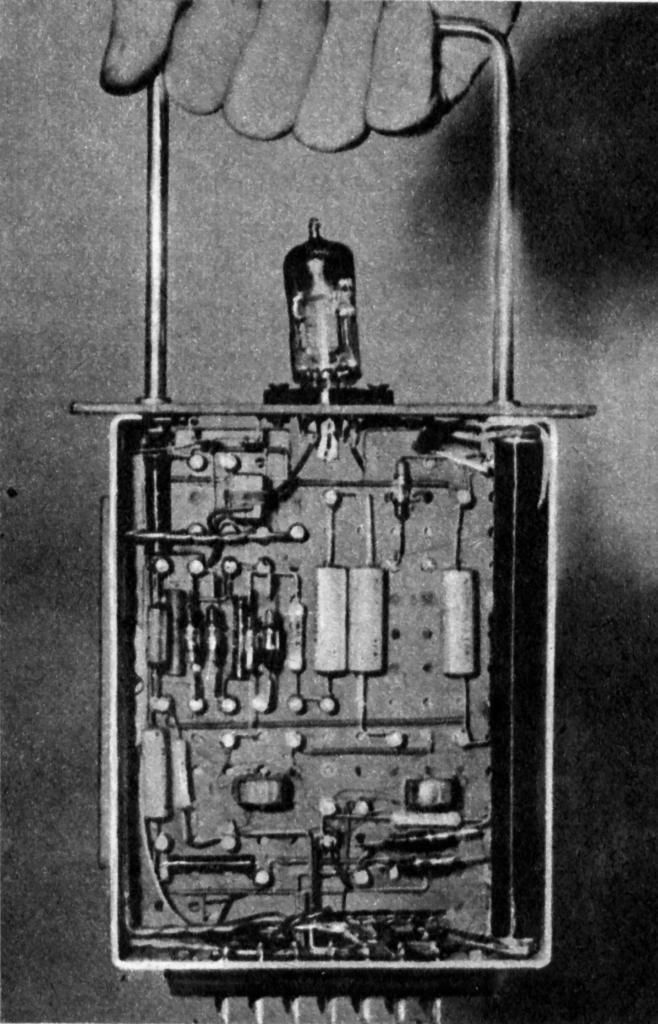
Друкована плата XYZ з двома триггерами

### ZAM

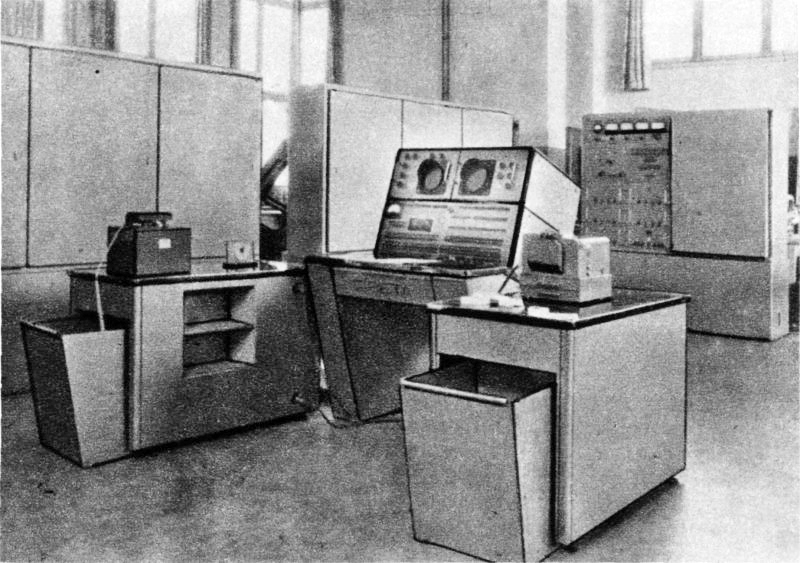
ZAM-2
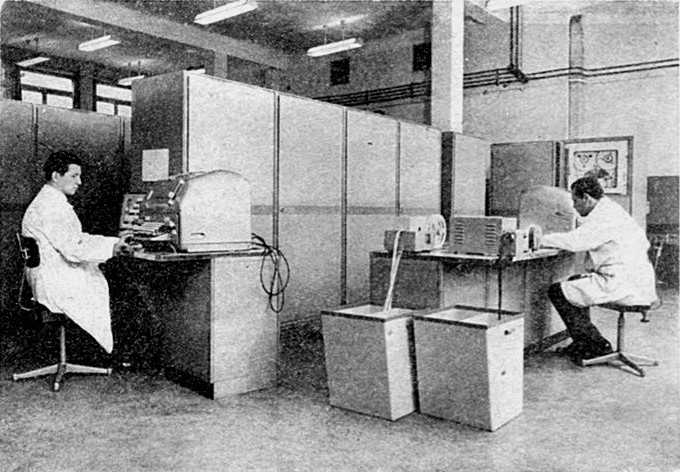
ZAM-3
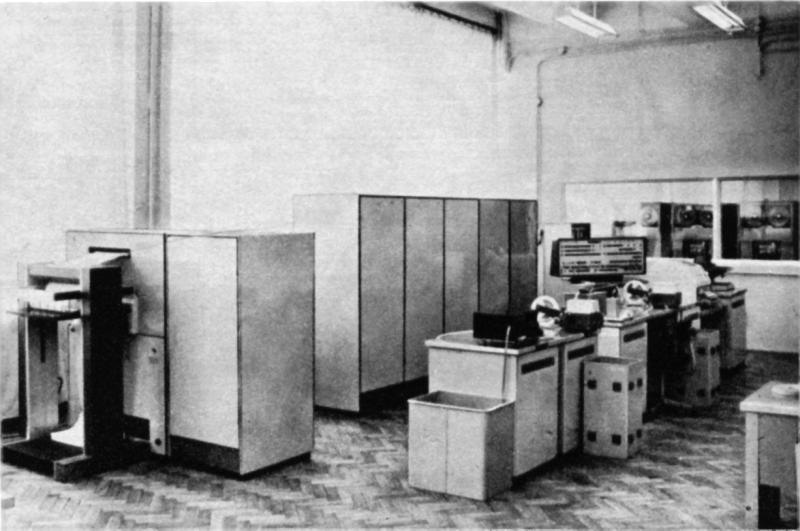
ZAM-41